# Calliphora grunini
Calliphora grunini este o specie de muște din genul Calliphora, familia Calliphoridae, descrisă de Schumann în anul 1992. Conform Catalogue of Life specia Calliphora grunini nu are subspecii cunoscute.